# Bezirksgericht Erlangen
Das Bezirksgericht Erlangen war ein Bezirksgericht im Königreich Bayern, das von 1857 bis 1862 existierte. Das Bezirksgericht hatte seinen Sitz in Erlangen.

## Geschichte
Mit Gesetz vom 1. Juli 1856 wurde das Justizwesen in Bayern neu geordnet. Die bisherigen Kreis- und Stadtgerichte wurden aufgehoben und 32 neue Bezirksgerichte traten ab Oktober 1857 (in den 7 „diesseitigen“ Kreisen) an ihre Stelle. Sie waren für die Städte, in denen sie ihren Sitz hatten, sowie für die in ihrem Sprengel befindlichen Standesherren Gerichte erster Instanz. Für alle anderen Angelegenheiten waren sie Gerichte der zweiten Instanz in Kriminal- und Zivilrechtssachen. Das Bezirksgericht Erlangen bestand nur aus dem Stadtgericht Erlangen und dem es umgebenden Landgericht Erlangen; damit war es das kleinste Bezirksgericht im Königreich. Daher wurde es bei der Justiz- und Verwaltungsreform von 1862 als Stadt- und Landgericht Erlangen dem bis dahin zweitkleinsten Bezirksgericht Fürth zugelegt.